# Le Chant du premier mai
 (février 2025).
La mise en forme du texte ne suit pas les recommandations de Wikipédia : il faut le « wikifier ».
Les points d'amélioration suivants sont les cas les plus fréquents. Le détail des points à revoir est peut-être précisé sur la page de discussion.
- Les titres sont pré-formatés par le logiciel. Ils ne sont ni en capitales, ni en gras.
- Le texte ne doit pas être écrit en capitales (les noms de famille non plus), ni en gras, ni en italique, ni en « petit »…
- Le gras n'est utilisé que pour surligner le titre de l'article dans l'introduction, une seule fois.
- L'italique est rarement utilisé : mots en langue étrangère, titres d'œuvres, noms de bateaux, etc.
- Les citations ne sont pas en italique mais en corps de texte normal. Elles sont entourées par des guillemets français : « et ».
- Les listes à puces sont à éviter, des paragraphes rédigés étant largement préférés. Les tableaux sont à réserver à la présentation de données structurées (résultats, etc.).
- Les appels de note de bas de page (petits chiffres en exposant, introduits par l'outil «  Source ») sont à placer entre la fin de phrase et le point final[comme ça].
- Les liens internes (vers d'autres articles de Wikipédia) sont à choisir avec parcimonie. Créez des liens vers des articles approfondissant le sujet. Les termes génériques sans rapport avec le sujet sont à éviter, ainsi que les répétitions de liens vers un même terme.
- Les liens externes sont à placer uniquement dans une section « Liens externes », à la fin de l'article. Ces liens sont à choisir avec parcimonie suivant les règles définies. Si un lien sert de source à l'article, son insertion dans le texte est à faire par les notes de bas de page.
- La présentation des références doit suivre les conventions bibliographiques. Il est recommandé d'utiliser les modèles {{Ouvrage}}, {{Chapitre}}, {{Article}}, {{Lien web}} et/ou {{Bibliographie}}. Le mode d'édition visuel peut mettre en forme automatiquement les références.
- Insérer une infobox (cadre d'informations à droite) n'est pas obligatoire pour parachever la mise en page.

Pour une aide détaillée, merci de consulter Aide:Wikification.
Si vous pensez que ces points ont été résolus, vous pouvez retirer ce bandeau et améliorer la mise en forme d'un autre article.

Le Chant du premier mai est une musique dont les paroles ont été écrite par Étienne Pédron (1849-1930) sur l'air populaire C'est à boire,...
Pédron était un militant du Parti Ouvrier Français. C'était le représentant des groupes de villes de la Marne, notamment Reims, pour divers congrès du POF.
Le Premier mai 1891, les ouvriers du Nord de tendance socialiste entonnèrent cette chanson, basé sur la principale revendication de l'époque : la journée des huit heures. Le lendemain à Fourmies, la police tirait sur les travailleurs, faisant neuf morts et trente blessés.

## Paroles
Les travailleurs de l'usine,

De l'atelier, du bureau,

Ont des salair's de famine,

Sont réduits au pain, à l'eau.

C'est huit huit heur's, huit heur's, huit heures,

C'est huit heures qu'il nous faut.

Oh! Oh! Oh! Oh!

C'est huit huit heur's, huit heur's, huit heures,

C'est huit heures qu'il nous faut.

Le bourgeois qui fait bombance,

Qui mange de bons gigots,

Veut toujours remplir sa panse

Pendant qu'nous rognons les os.

Refrain 

La faim force nos compagnes

A laisser seuls nos marmots;

Pour aller douze heur's au bagne

Enrichir les aristos.

Refrain

Pour baisser notre salaire,

On nous montre des flingots,

Pour atténuer la misère,

Malgré gendarm's et sergots.

Refrain

À tout ça il faut un terme;

Nous l'aurons, mes camaros,

En répétant d'un ton ferme

Aux bourgeois, aux anarchos:

Refrain

Assez d'vivre en bêt' de somme,

Trop longtemps courber le dos,

Huit heur's de travail pour l'homme,

De loisir et de repos.

Refrain

Pour éviter le chômage,

C'est huit heures, qu'il nous faut,

Allons, amis, du courage,

De l'accord et crions haut :

Refrain